# Жечо Станков
Жечо Дончев Станков е български политик и икономист от ГЕРБ. Народен представител от ГЕРБ в XLIV, XLVI, XLVII, XLVIII народно събрание, L народно събрание и LI народно събрание. Той е съосновател е на „Българската асоциация компресиран газ“. Бил е председател на Българския енергиен холдинг. От 2025 г. е министър на енергетиката в кабинета ,,Желязков’’ .

## Биография
Жечо Станков е роден на 4 август 1982 г. в град Бургас, Народна република България. Завършва специалност „Икономика“ в Регенсбургския университет в Германия.
До 2011 г. е управител и собственик на фирмите „Екогаз Инженеринг“ (която се занимава с газификация и отопление) и „Екотест“ (чиято дейност е свързана с проби на уреди). След избирането му за общински съветник бизнесът е прехвърлен на брат му Павел Станков.
На 16 януари 2025 г. е избран за министър на енергетиката в правителството на Росен Желязков. 

## Политическа дейност
Жечо Станков става член на ГЕРБ през 2006 г. През 2009 г. е избран за общински секретар на ГЕРБ в Бургас.
На местните избори през 2011 г. е избран за общински съветник на ГЕРБ в община Бургас. През 2015 г. е назначен за зам.-министър на енергетиката във второто правителство на Бойко Борисов.